# Minuci Terme
Minuci Terme (en llatí: Minucius Thermus) va ser un militar romà del segle i aC. Formava part de la branca plebea de la gens Minúcia.
Va acompanyar al cònsol Luci Valeri Flac a Àsia l'any 86 aC i allí li va ser encarregat el comandament de les tropes per l'any 85 aC, com a legat del cònsol. No gaire després va perdre el seu comandament davant Gai Flavi Fímbria, quan aquest va matar el cònsol Valeri Flac.